# Windlesham
Windlesham est un village du district de Surrey Heath dans le Surrey, en Angleterre, et une paroisse civile. Son nom dérive du ruisseau Windle et du suffixe commun « ham », un mot du vieil anglais signifiant « domaine ».
L'autoroute M3 passe au sud de la ville tandis qu'au nord se trouve l'A30. La proximité de deux gares ferroviaires ainsi que de l'aéroport d'Heathrow font de la cité une ville-dortoir. La ville a une église, la St John the Baptist.

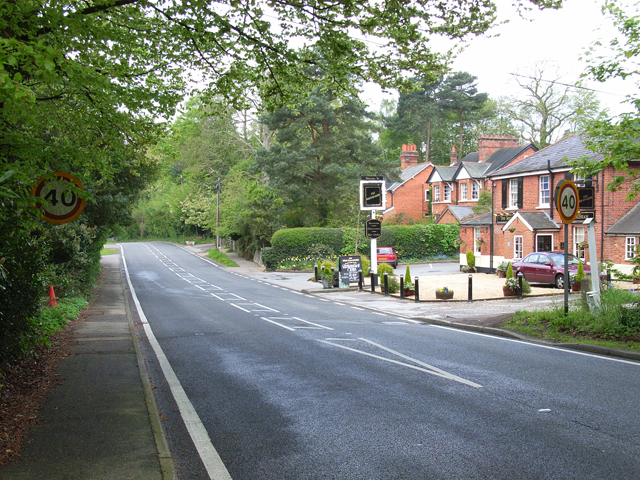
File de maisons victoriennes à proximité du centre du village.